# Селенид олова
Селенид олова — бинарное неорганическое соединение
олова и селена
с формулой SnSe,
серые кристаллы,
не растворяется в воде.

## Получение
- Сплавление стехиометрических количеств чистых веществ:

{\displaystyle {\mathsf {Sn+Se\ {\xrightarrow {880^{o}C}}\ SnSe}}}

## Физические свойства
Селенид олова образует серые кристаллы 
ромбической сингонии, 
пространственная группа P cmn, 
параметры ячейки a = 0,447 нм, b = 0,419 нм, c = 1,148 нм, Z = 4.
При температуре 534°С происходит переход в фазу
ромбической сингонии, 
пространственная группа C mcm, 
параметры ячейки a = 0,431 нм, b = 0,170 нм, c = 0,432 нм, Z = 0,5.
Не растворяется в воде.
Является полупроводником p-типа.